# Mogurnda kutubuensis
Mogurnda kutubuensis är en fiskart som beskrevs av Allen och Hoese, 1986. Mogurnda kutubuensis ingår i släktet Mogurnda och familjen Eleotridae. Inga underarter finns listade i Catalogue of Life.